# Bundesbehörde
Bundesbehörden sind die Behörden auf Bundesebene, der höchsten bzw. gesamtstaatlichen Ebene in einem föderalen Bundesstaat oder Staatenbund. Die Bundesbehörden als Teil der Bundesverwaltung umfassen (nur beispielhaft) die Bundesämter (Ämter/Kanzleien des Staatsoberhauptes, des Regierungschefs, die Ministerien und ihre Ämter) die nachgeordneten Bundesbehörden, sowie Sonderbeauftragte und auch die Verwaltung des diplomatischen Dienstes. Die Verfassungsorgane und ihre Verwaltung werden (anders teilweise in der Schweiz) regelmäßig nicht als Behörden bezeichnet (jedoch die Rechnungshöfe).
Zu den einzelnen Staaten siehe:
- Bundesbehörde (Deutschland)
- Bundesverwaltung (Schweiz)
- Föderaler Öffentlicher Dienst (Belgien)
- Bundesbehörde (Österreich)
- Unabhängige Behörden der Vereinigten Staaten, englisch federal agency
- Bundesbehörde (Brasilien), port. autarquia federal